# 正義の味方株式会社
『正義の味方株式会社』（せいぎのみかたかぶしきがいしゃ）は、1986年10月1日から1987年3月6日までフジテレビで放送されたバラエティ番組である。放送時間は毎週月曜 - 金曜 16:30 - 17:00 （日本標準時）。

## 概要
八波一起を社長、渡辺裕之を隊長とする架空の団体「正義の味方株式会社」が、視聴者からの手紙などによる依頼を受けて彼らのもとへ赴き（主に関東地方）、隊員全員で力を合わせて様々な作業の手伝いをする模様を放送。番組初期のオープニングでは、筋トレをし街を全力疾走する渡辺とスーツ姿で街に佇む八波を交互に映す演出が付された。

## 出演者

### 社長
- 八波一起

### 隊長
- 渡辺裕之

### 隊員
- 我王銀次 - 番組中、隊員たちは八波と渡辺から名前を姓のみ（敬称なし）で呼ばれていたが、我王のみ「銀次」と下の名で呼ばれていた。
- 筧晃司
- 神崎順
- 新海泰紀
- 松下晋司[1]
- 渡浩行
- 石野礼子
- 菊地陽子
- 筒井槇子
- 渡瀬麻紀（後の渡瀬マキ）
- 岩瀬惠子（当時フジテレビアナウンサー）

## 主題歌
オープニングテーマ「夢騎士」
作詞：阿久悠 / 作編曲：後藤次利 / 歌：夢工場
エンディングテーマ「サンセットムービー (グッバイヒーロー)」
作詞：阿久悠 / 作編曲：後藤次利 / 歌：夢工場

## 備考
1986年11月21日の放送は、伊豆大島の三原山噴火関連のニュース編成の影響で休止となった。
東京都内の農家からの依頼で作物の収穫を手伝う回において、出演者とスタッフが収穫場所以外の畑にも立ち入って撮影を行ったことにより、その畑に植えられていた発芽したばかりの別の作物が踏み荒らされた。損害を被った農家は後日フジテレビにこの件について抗議をし、また新聞の投稿欄にも視聴者から同様の指摘があったため、後日に放送された番組で出演者たちが謝罪を行った。それ以降の放送では生放送の企画が減少し、事前にビデオ収録した企画が多くを占める番組構成となった。